# Jakob Nielsen (matematiker)
 Der er flere personer med dette navn, se Jakob Nielsen.
Jakob Nielsen (født 15. oktober 1890 i Mjels på Als, død 3. august 1959 i Helsingør) var en dansk matematiker af internationalt ry. Han arbejdede på universiteter i Göttingen, Breslau og København.
Han var far til Helge Nielsen.

## Ekstern henvisning
- University of St Andrews Scotland: School of Mathematics and Statistics: Jakob Nielsen Arkiveret 10. oktober 2004 hos  Wayback Machine